# Апингтон (город)

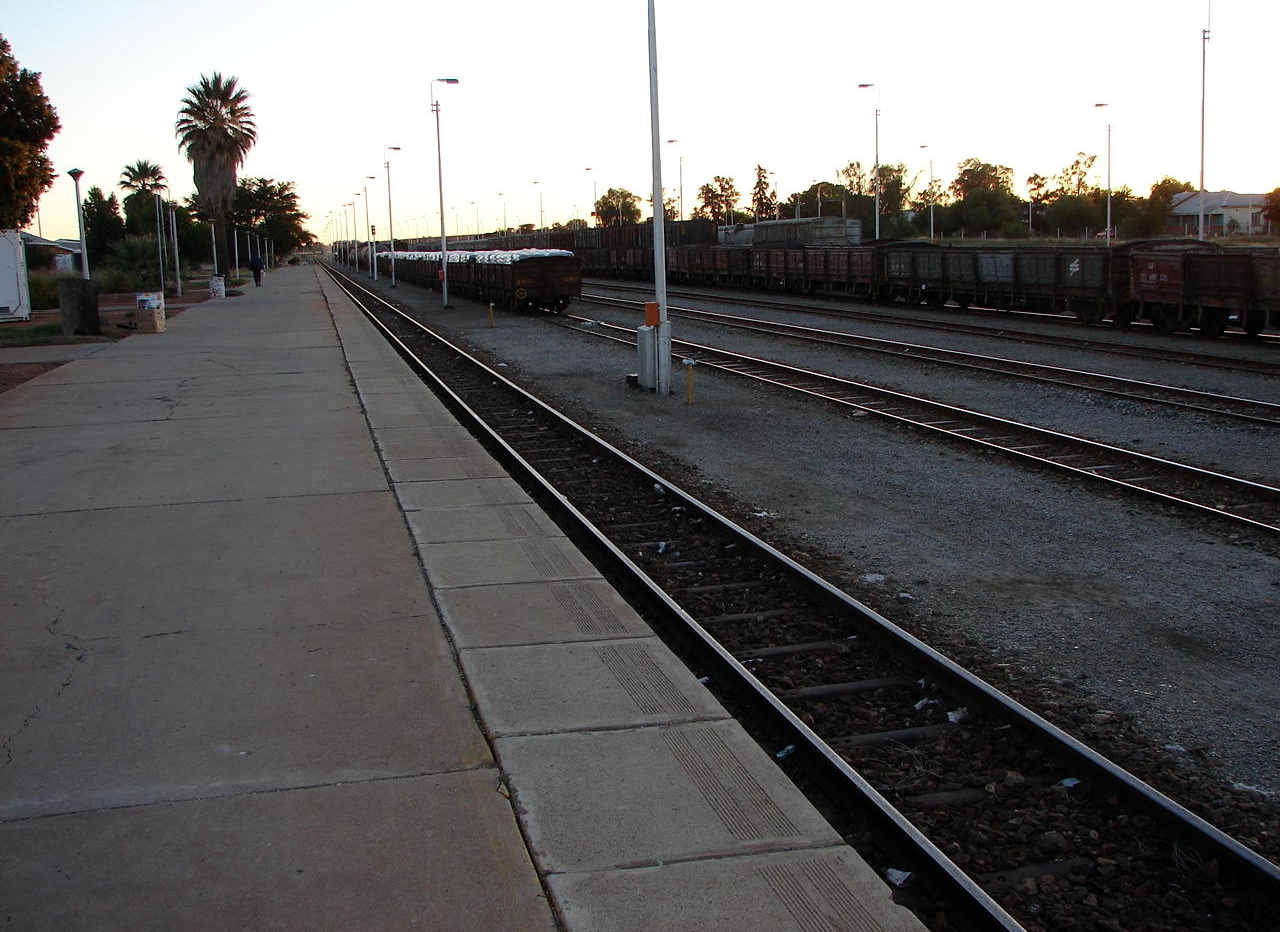
Железнодорожная станция в Апингтоне

Апингтон — город в местном муниципалитете Кхара-Хейс округа Сиянда Северо-Капской провинции ЮАР. Население — 121 189 жителей (2012 год). Город назван в честь Томаса Апингтона, который в 1884—1886 являлся премьер-министром Капской провинции.
Вырос из основанного в 1873 году миссионерского пункта.
Имеется железнодорожная станция.

## Климат
Среднее ежегодное количество осадков составляет не более 195 мм; минимальная температура летом — 17,8 °C, зимой — 3,2 °C; максимальная температура летом достигает 34,6 °C, а зимой — 20,6 °C.
Недалеко от этого города в 1948 году была зафиксирована самая высокая температура в ЮАР, +51.7° в пустыне Калахари.